# Стагнелиус, Эрик Юхан
Эрик Юхан Стагне́лиус (швед. Erik Johan Stagnelius, 14 октября 1793 г. — 3 апреля 1823) — шведский поэт, драматург и философ; стремился объединить учение Шеллинга с гностической мистикой.

## Жизнеописание
Литературную славу Стагнелиусу принесла его поэма «Владимир Великий» (швед. Wladimir den Store, 1817), посвящённая русскому императору Александру I. Поэма повествует о крещении Руси и любви князя Владимира к византийской принцессе Анне; писатель противопоставил святую Русь безбожной Франции, бросив тем самым вызов шведским либералам. Другие выдающиеся произведения Стагнелиуса: полуфилософский, полурелигиозный цикл стихотворений «Лилии Сарона» (швед. Liljor i Saron, 1821—22), трагедия в классическом стиле «Вакханки» (швед. Bacchanterna), трагедии в северном стиле «Висбур» (швед. Visbur) и «Сигурд Ринг» (швед. Sigurd Ring), драмы «Рыцарская башня» (Riddartornet), «Римская блудница» (Glädjeflickan i Rom), «Любовь после смерти» (Kärleken efter döden) и религиозная трагедия «Мученики» (швед. Martyrerna, 1821), где выражен взгляд на жизнь как на страдание и наказание. Стагнелиус написал также ряд небольших песен в народном духе.

## На русском языке
- Владимир Великий: Поэма в трех песнях / [Соч.] И. Э. Стагенелиуса; Пер. со швед. [в стихах] Владимира Головина; С предисл. пер., очерком жизни Стагнелиуса и объясн. примеч. к поэме. — Петроград : тип. бр. Пантелеевых, 1888. — 168 с.; 19. — (К 900-летию крещения Руси).

## Источник
- Стагнелиус, Эрик-Иоган // Энциклопедический словарь Брокгауза и Ефрона : в 86 т. (82 т. и 4 доп.). — СПб., 1890—1907.